# (1857) Parchomenko
(1857) Parchomenko (1971 QS1; 1931 XT; 1941 WJ; 1974 OE1) ist ein Asteroid des Hauptgürtels, der am 30. August 1971 von Tamara Michailowna Smirnowa am Krim-Observatorium entdeckt wurde. Der Name erinnert an die sowjetische Astronomin Praskowja Georgijewna Parchomenko.